# Szuecugu Singo
Szuecugu Singo (末続 慎吾; Hepburn: Shingo Suetsugu; Kumamoto, 1980. június 2. –) olimpiai bronzérmes japán atléta, futó. 200 méteren, valamint a négyszer százas váltó tagjaként élő kontinensrekordot tart.

## Pályafutása
Sydney-ben vett részt első alkalommal az olimpiai játékokon. 200 méteren elődöntőig jutott, míg a négyszer százas váltóval döntős, hatodik lett. 2003-ban bronzérmet szerzett az oszakai világbajnokságon, ahol két amerikai, John Capel és Darvis Patton mögött zárt harmadikként 200-on. Még ebben az évben és ezen a távon 20,03-os új ázsiai rekorddal győzött a japán bajnokságon.
Az athéni olimpián egyéniben és váltóval is indult 100 méteren. Előbbin negyeddöntős volt, míg a japán váltóval negyedik lett.
Pályafutása egyetlen olimpiai érmét 2008-ban, Pekingben szerezte. Cukahara Naoki, Takahira Sindzsi és Aszahara Nobuharu társaként könnyedén jutott a döntőbe, ahol Jamaica valamint Trinidad és Tobago váltója mögött harmadik, bronzérmes helyen zárt.

## Egyéni legjobbjai
- 100 méteres síkfutás - 10,03 s (2003)
- 200 méteres síkfutás - 20,03 s (2003)
- 400 méteres síkfutás - 45,99 s (2002)